# 朝鮮少年団
朝鮮少年団 （ちょうせんしょうねんだん、朝鮮語: 조선소년단）は、北朝鮮の少年団のこと。社会主義愛国青年同盟の下部組織となっているが、朝鮮労働党の強い影響を受けている。

## 概要
1946年6月6日に創立。ピオネールの北朝鮮版として、北朝鮮の青少年運動の担い手となっている。少年団の団員資格は9歳から15歳までの青少年とされており、15歳になると上部組織の社会主義愛国青年同盟へと移籍する。2018年時点では275万人の団員がいる。
少年団は全国の小中学校を中心に活動しており、チュチェ（主体）思想と金日成一族への個人崇拝を青少年に叩き込む役割を果たしている。
少年団への新規の入団は一度に入るのではなく、通常、金日成の生誕記念日である太陽節や金正日の生誕記念日である光明星節などの重要な祝日に行われるが、その入団日は子供に対しての位置づけとして重要であり、金正日の生誕記念日である2月16日の光明星節に2割、金日成の生誕記念日である4月15日の太陽節には3割が入団する。いずれも模範的な児童であり、残りの5割が6月6日の「少年団創立記念日」に入団する。
また日本でも朝鮮総連の主導の下、「在日本朝鮮学生少年団」という団体があり、朝鮮学校の初級部4年生（日本の小学校4年生）から中級部3年生（中学3年生）までは義務的に加入させられる。